# Synagoga w Skolem
Synagoga w Skolem – synagoga, została zdewastowana przez Niemców po zajęciu przez nich miasta podczas agresji na Związek Radziecki. Jej data powstania nie jest znana. Obecnie mieści kino-teatr.